# 스즈키초역
스즈키초역(일본어: 鈴木町駅)은 일본 가나가와현 가와사키시 가와사키구에 있는 게이힌 급행 전철의 역이다. 역 번호는 KK22이다.

## 역사
게이힌 급행 전철 다이시 선 연속 입체 교차 사업이 1993년에 도시 계획이 결정되면서 1994년에 사업이 승인되었고, 본 역을 포함한 구간은 지하화될 예정으로 사업을 해왔다. 그러나, 본 역을 포함한 2기 구간에 대해서는 당장 사업화할 상황이 없다며 사업 기간 연장 신청을 포기하고 2016년 3월 29일 사업은 중단되었다. 그 후, 2017년 10월 27일 열린 헤이세이 29년도 제1회 가와사키 시 공공 사업 평가 심사 위원회에서 심의한 결과, 중지되었다.

### 연표
- 1929년 12월 10일: 아지노모도마에역(일본어: 味の素前駅)으로 개업.
- 1944년 10월 20일: 스즈키초역으로 역명 변경.
- 2010년 4월: 노후된 역사 개량.

## 역 구조
상대식 승강장 2면 2선의 지상역이다. 게이큐 가와사키 방향에 구내 건널목이 있다. 1번 승강장 쪽의 개찰구는 평일 아침에만 이용 가능한 임시 출구이다.
2010년 3월 31일부터 종일 역원배치역이 되었다. 다기능 화장실, 슬로프 설치가 완료되었다.

### 승강장
| 번호 | 노선      | 방향 | 행선                                             |
| ---- | --------- | ---- | ------------------------------------------------ |
| 1    | 다이시 선 | 하행 | 가와사키다이시・고지마신덴 방면                  |
| 2    | 다이시 선 | 상행 | 게이큐 가와사키・요코하마・시나가와・신바시 방면 |

## 역 주변
스즈키초 역은 아지노모도 가와사키 사업소 출입구 앞에 위치한다. 스즈키초의 이름은 아지노모도의 창업자인 스즈키 사부 로우스케에 유래한다. 2000년 이후, 공장 철거지를 이용한 복합 상업 시설의 건설이 잇따른다.
- 아지노모도 카와사키 사업소
- 메루샨 가와사키 공장
- 이토 요카도 가와사키 미나토초점
- 야마다 전기 텟크랑도 가와사키점
- 가와사키 하항 수문
- 가와사키 아사히마치 우체국

## 사진

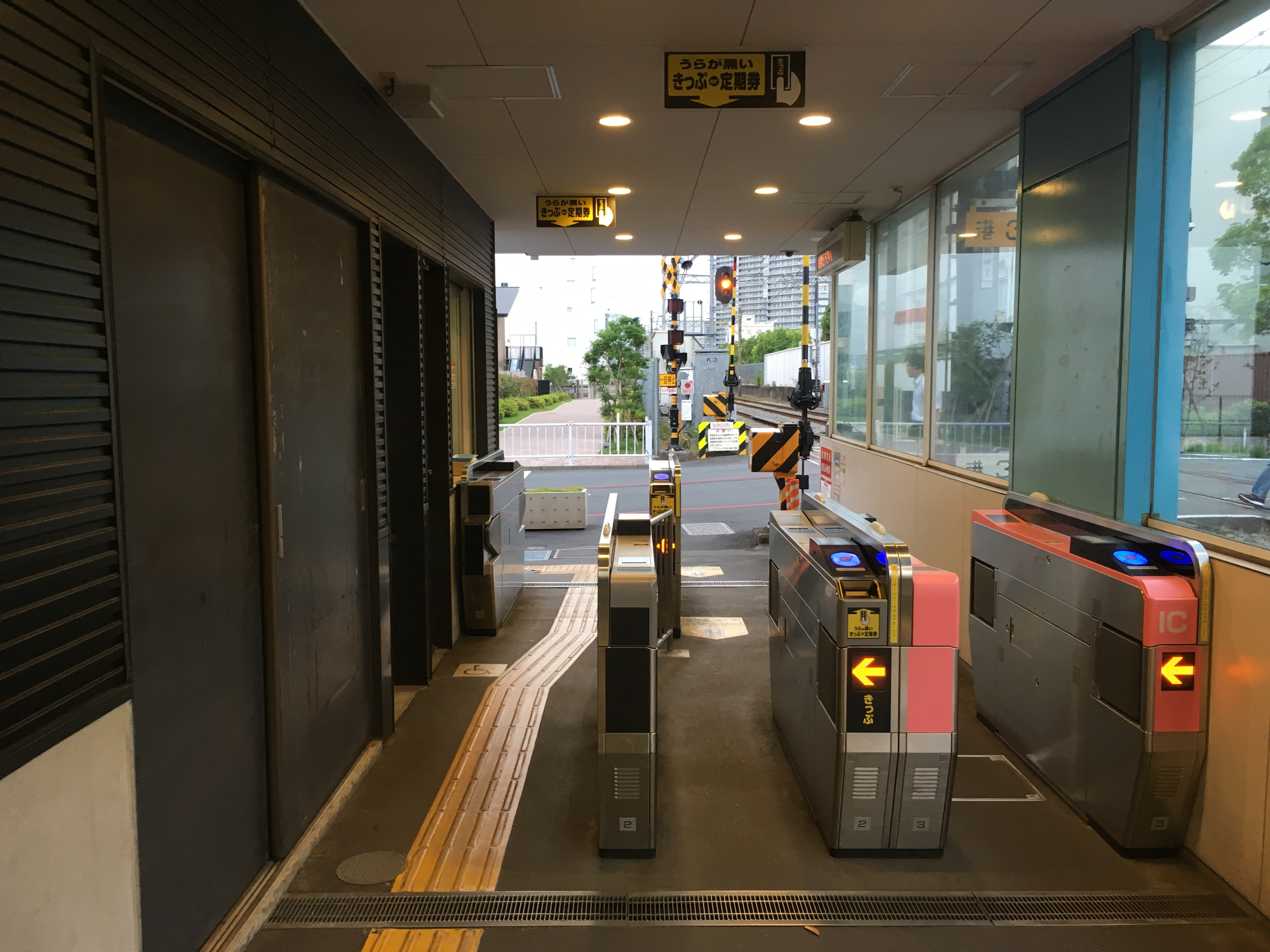
일반 개찰구
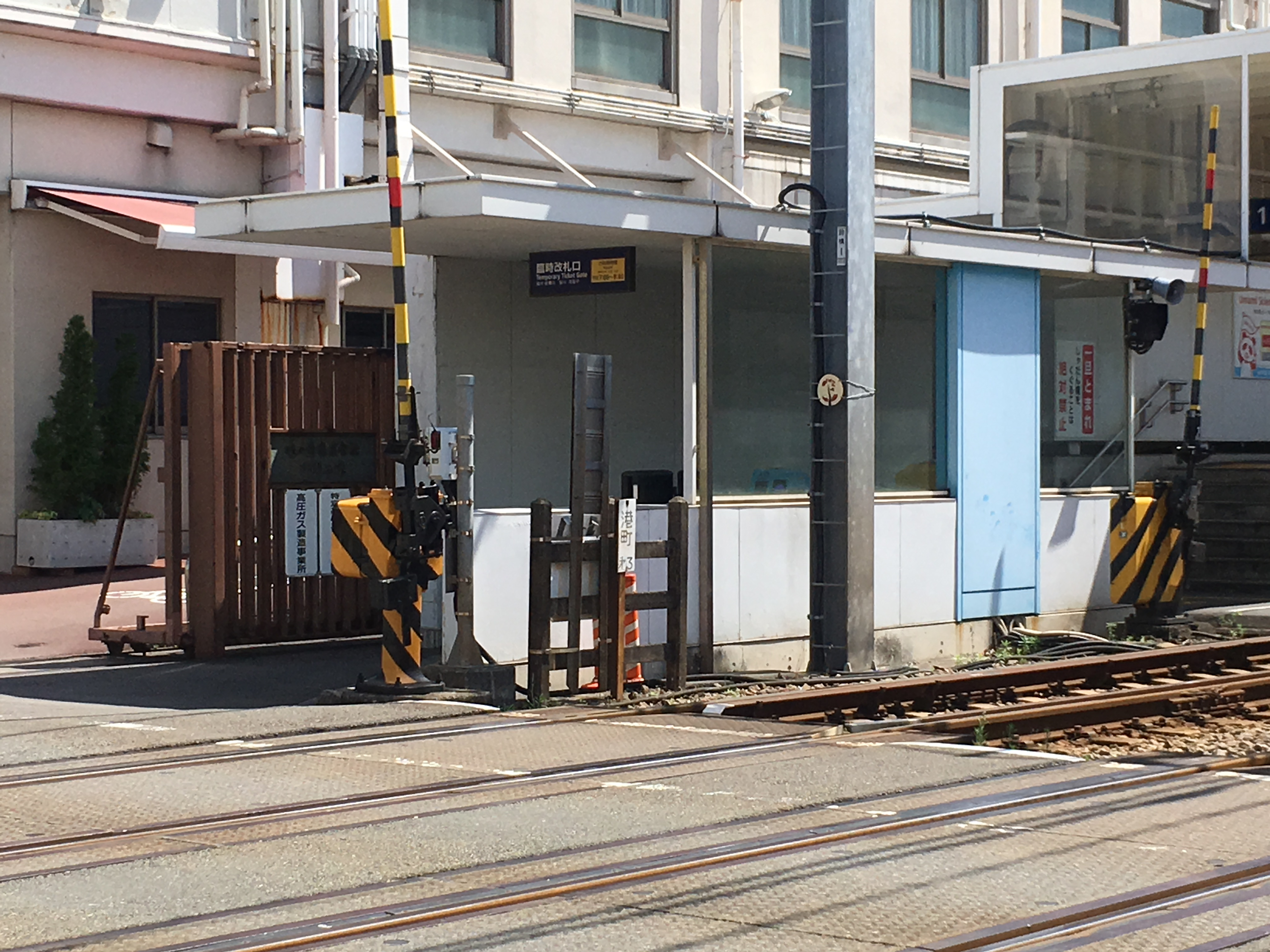
임시 출입구
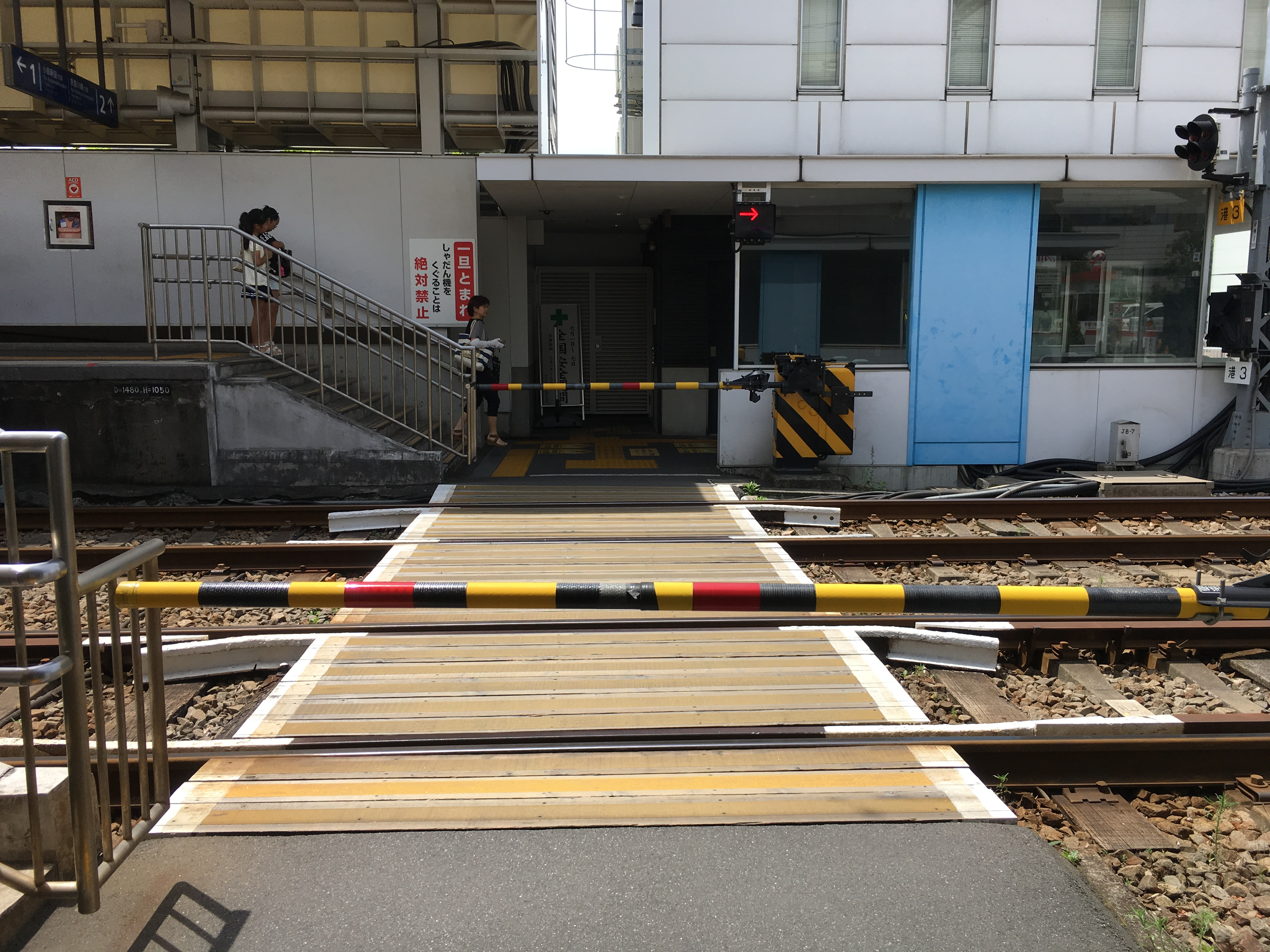
구내 건널목

## 인접역
| 게이힌 급행 전철 다이시 선         | 게이힌 급행 전철 다이시 선 | 게이힌 급행 전철 다이시 선          |
| ---------------------------------- | -------------------------- | ----------------------------------- |
| KK21 미나토초 게이큐 가와사키 방면 |                            | 가와사키다이시 KK23 고지마신덴 방면 |